# Майборода, Аркадий Иванович
Аркадий Иванович Майборода (1798—1845) — российский военный деятель, известный в основном как автор доноса на Павла Пестеля и других декабристов.

## Биография
Родился в 1798 году. Из дворян Кременчугского уезда Полтавской губернии. Военную службу начал в 1812 году в качестве юнкера в армейском полку. 5 лет спустя стал армейским прапорщиком. В 1819 году переведён из Великолуцкого пехотного полка в лейб-гвардии Московский полк. В апреле 1820 года стал гвардейским подпоручиком, однако в мае того же года покинул гвардию после совершения растраты 1000 руб., получил чин штабс-капитана и оказался вновь в армии, в 35-м егерском полку. В мае 1822 года появился в Вятском пехотном полку, которым командовал Павел Пестель. Получил под свою команду 1-ю гренадерскую роту полка. В 1823 году получил чин капитана и орден Св. Анны 3-й степени. В августе 1824 года был принят в Южное общество декабристов.
На высочайшее имя 25 ноября 1825 года им был написан донос, который через генерал-лейтенанта Рота был отправлен в Таганрог И. И. Дибичу; 20 декабря Майборода составил список членов тайного общества; затем дал подробные показания по делу декабристов.
В январе 1826 года переведён в Лейб-гренадерский полк и высочайше награждён 1,5 тыс. руб. Участвовал в русско-персидской войне, в частности в штурме Аббас-Абада и Эривани. За участие в штурме Эривани награждён в 1828 году орденом Св. Анны 2-й степени, по итогам военной кампании получил персидский орден Льва и Солнца. В 1831 году, уже будучи подполковником, участвовал в подавлении польского восстания, в частности в штурме Варшавы; в том же году имел ряд конфликтов с сослуживцами. В 1832 году участвовал в войне с горцами на севере Дагестана, за что в 1833 году награждён орденом Св. Анны 2-й степени с императорскою короною. В 1833 году вышел в отставку по болезни, но вскоре вернулся в армию. В 1836 году награждён орденом Св. Станислава 2-й степени. В 1841 году получил чин полковника. Крестным отцом дочерей Майбороды, Екатерины и Софьи, был Николай I, и по случаю рождения каждой из них Аркадий Майборода высочайше награждался перстнем с бриллиантами; также он регулярно получал от императора деньги и высочайшие благоволения. В 1841—1842 годах командовал Карабинерным полком князя Барклая-де-Толли. В 1842—1844 годах командовал Апшеронским пехотным полком. В 1844 году отставлен от командования полком и через несколько месяцев уволен в отпуск по болезни на 8 месяцев. В 1845 (1844?) году покончил жизнь самоубийством в Темир-Хан-Шуре.

## Образ в кино
- «Союз спасения» — актёр Павел Ворожцов